# Potirendaba (ort)
Potirendaba är en ort i Brasilien.   Den ligger i kommunen Potirendaba och delstaten São Paulo, i den södra delen av landet, 600 km söder om huvudstaden Brasília. Potirendaba ligger 480 meter över havet och antalet invånare är 15 449.
Terrängen runt Potirendaba är platt. Potirendaba är det största samhället i trakten.
Omgivningarna runt Potirendaba är en mosaik av jordbruksmark och naturlig växtlighet. Runt Potirendaba är det ganska glesbefolkat, med 43 invånare per kvadratkilometer.